# Cotesia gonopterygis
Cotesia gonopterygis är en stekelart som först beskrevs av Marshall 1898.  Cotesia gonopterygis ingår i släktet Cotesia och familjen bracksteklar. Inga underarter finns listade i Catalogue of Life.